# Types de motos
 (mai 2021).

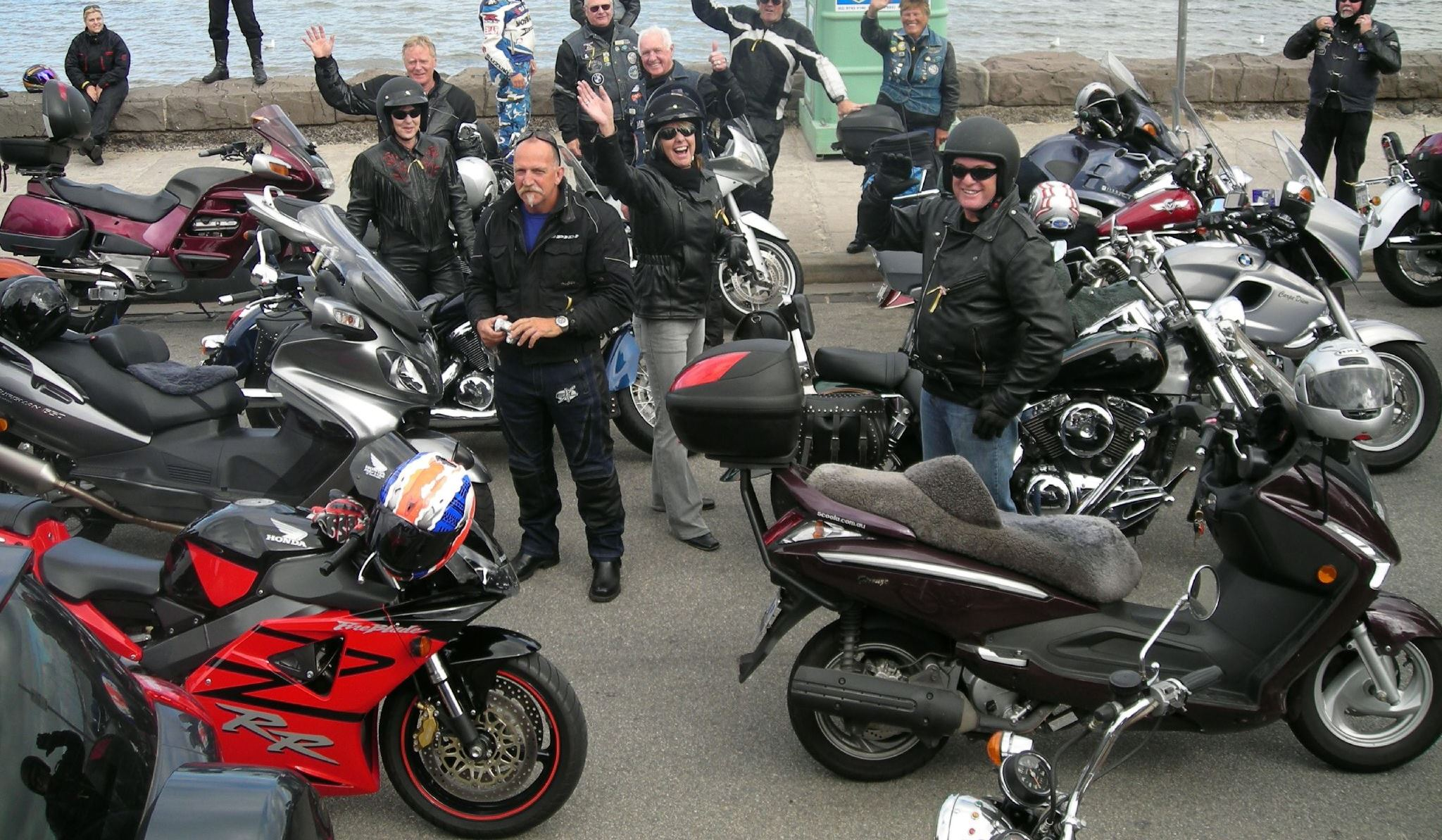
Les sportives, les cruisers, les scooters et les motos de tourisme font partie des nombreux types de motos.

Les types de motos peuvent être classés selon un cahier des charges de constructeur, l'usage qu'en a un utilisateur, ou bien encore selon une législation en vigueur dans un pays. Il faut distinguer chaque classification faite selon qu'il s'agit de types communs de motos ou de types marginaux qui sont des sous-groupes de ceux-ci. Par exemple, un power cruiser est la sous-catégorie du type cruiser.
Six catégories principales de motos sont régulièrement citées comme suit : roadster (appelé aussi « classique » ou « naked »), sportive, cruiser, tourisme ou routière, dual-sport et tout-terrain. Les motos sont souvent nommées par leur cylindrée (exprimée en cm3 ou in3). Les motos de tourisme sportif, ou routières sportives, sont parfois reconnues comme une septième catégorie dans la presse ou dans des rapports tels que ceux du MAIDS qui ont pour objet les accidents à motocycles. Dans ce dernier, des liens de parenté sont par ailleurs établis entre les motos et leurs dérivés de petites et moyennes cylindrées comme les cyclomoteurs et les scooters, tous regroupés sous la dénomination « motocycle ».
Il n'y a pas de système universel pour classer tous les types de motos. Il existe des systèmes de classification stricts appliqués par les organismes de sanction des sports motocyclistes de compétition, ou des définitions juridiques d'une moto établies par certaines juridictions légales pour l'immatriculation des motos, les émissions, les règles de sécurité routière ou les permis de motocycliste. Il existe également des classifications informelles ou des surnoms utilisés par les fabricants, les motocyclistes et les médias motocyclistes. Certains experts ne reconnaissent pas les sous-types, comme la roadster, qui «prétendent être classés» en dehors des six classes habituelles, car ils s'inscrivent dans l'un des principaux types et ne sont reconnaissables que par des changements cosmétiques.

## Moto de route
Les motos de route sont des deux roues mono et biplaces motorisés spécialement conçus pour la conduite sur un réseau routier. La sculpture de leurs pneus est généralement peu profonde et adaptée aux routes bitumées. La vente de modèles à motorisation électrique est en récente augmentation.

### Roadster

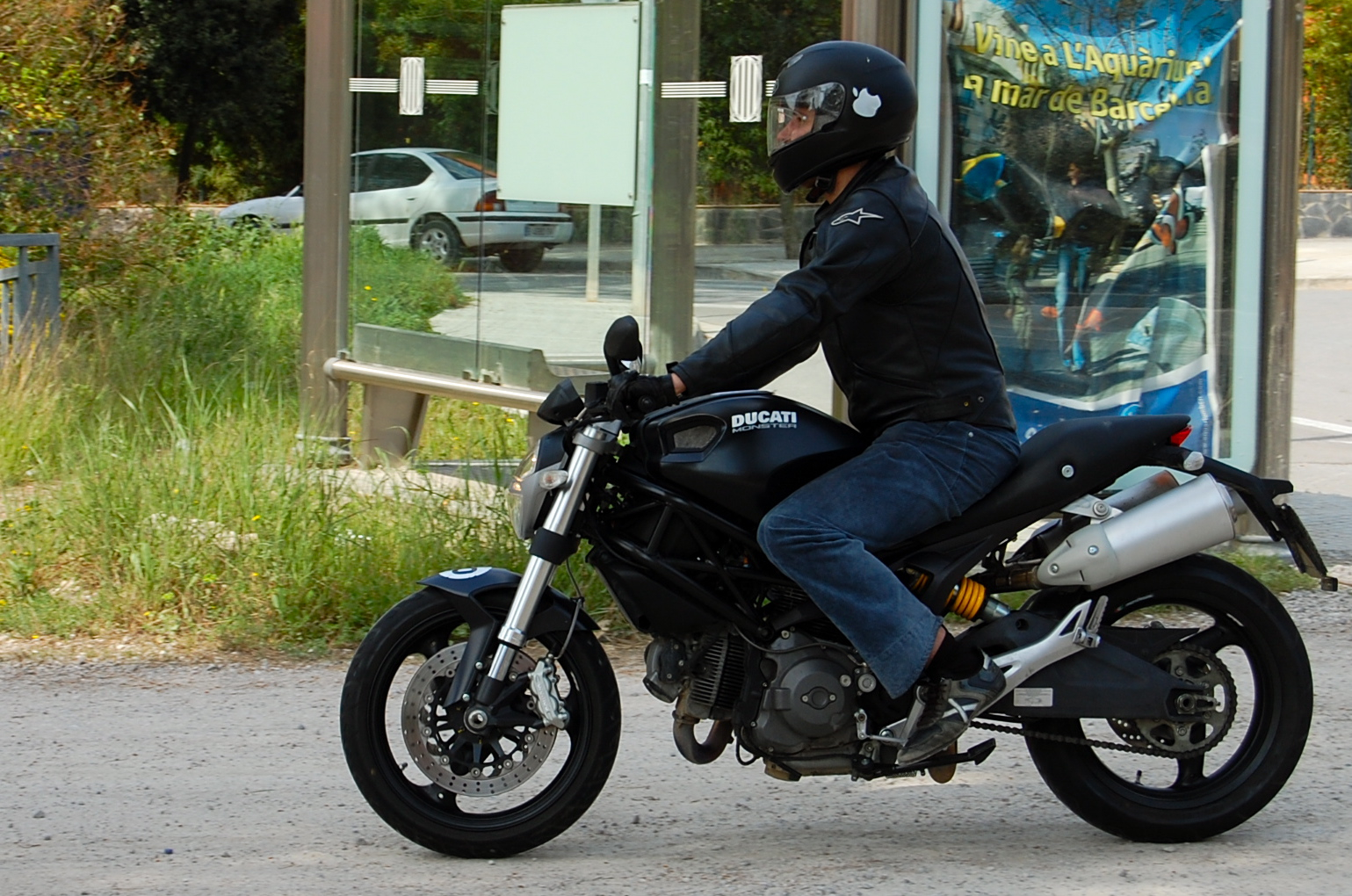
Roadster.

Les roadsters ou « motos nues » ou encore naked, sont des motos polyvalentes. Elles se reconnaissent principalement à leur position de conduite verticale, à mi-chemin entre la position allongée du pilote des cruisers et des motos de sport inclinées vers l'avant. Les repose-pieds se trouvent sous le motard et le guidon est suffisamment haut pour ne pas forcer le motard à aller trop loin en avant, en plaçant les épaules au-dessus des hanches dans une position naturelle. En raison de leur flexibilité, de leurs coûts réduits et de leur puissance moteur modérée, les normes sont particulièrement adaptées aux motocyclistes débutants.
Les roadsters ne sont généralement pas livrés avec des carénages, dans le cas contraire, ils sont relativement petits. Roadster est souvent synonyme de « nu », un terme utilisé en référence aux motos de course sur route des années 1950,. La norme a connu une résurgence depuis le début du siècle, avec des motos « classiques modernes » de Triumph, Ducati, Honda, Kawasaki et autres. Cela marque un retour à l'essence des motos plus anciennes avant la montée en puissance de différents styles, et est illustré par l'Universal Japanese Motorcycle (en). Les roadsters sont connus et admirés pour leur simplicité, leur qualité et leur polyvalence.
Muscle bike est un surnom pour un type de moto, dérivé d'un design de moto standard ou sportif, qui accorde une priorité disproportionnée à la puissance du moteur. Roadster est équivalent au standard ou nu.

### Cruiser

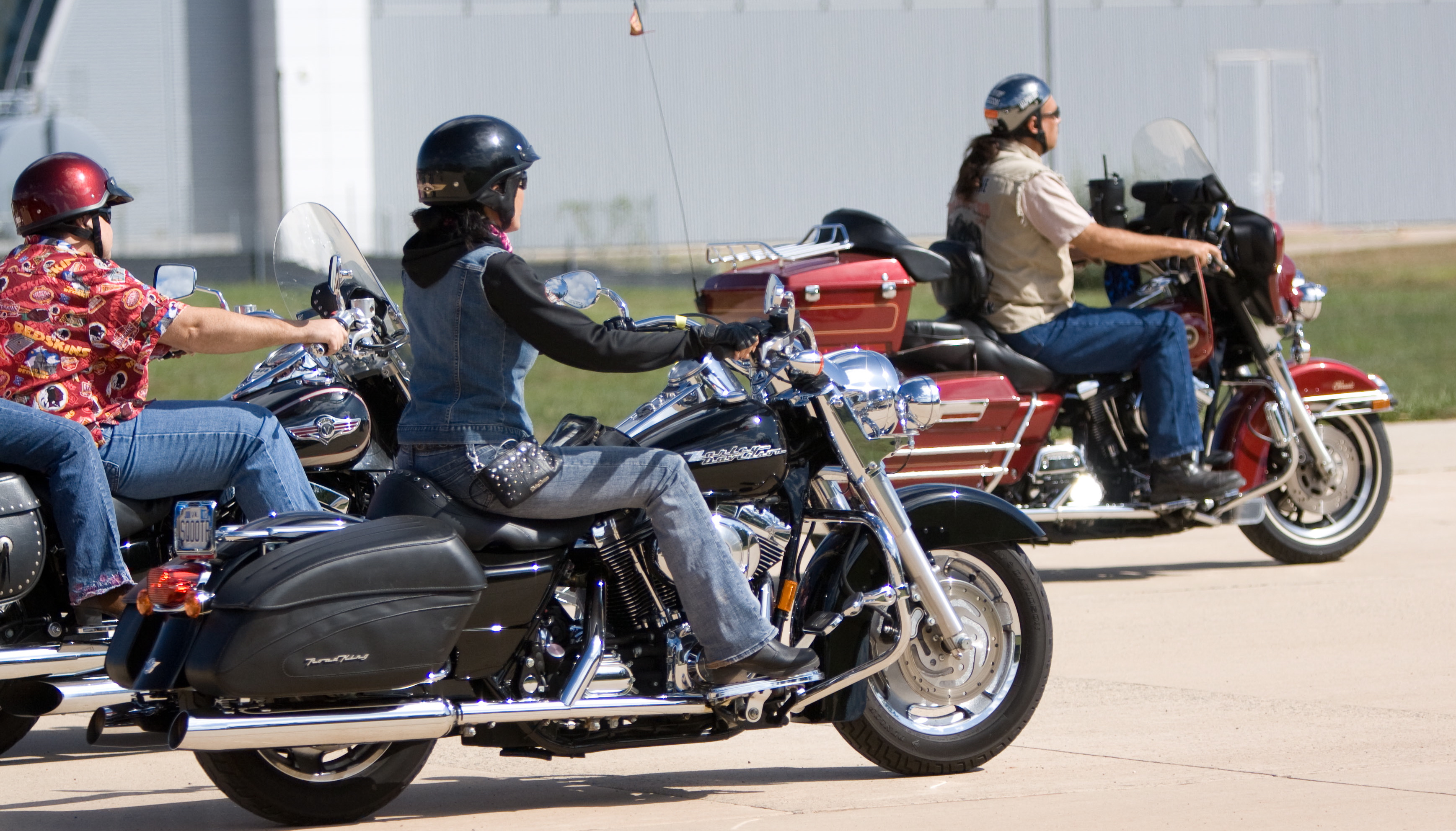
Cruiser Harley-Davidson et moto de tourisme (à droite).

Les cruisers sont des motos influencées par la production américaine des deux-roues, en particulier celle de 1930 à 1960, représentée majoritairement par les fabricants Harley-Davidson, Indian et Excelsior-Henderson. Harley-Davidson symbolise en grande partie la catégorie des cruisers et crée la norme avec ses moteurs bicylindres en V de grosse cylindrée, appelés « big blocks » outre-Atlantique, la profusion de chrome, l'angle de chasse élevé de la colonne de direction et quelques éléments esthétiques propres à la marque. Leurs moteurs sont développés pour délivrer un couple élevé à bas régime, ce qui a pour effet de rendre la conduite plus souple avec des changements de rapports de vitesse moins fréquents, idéal pour atteindre sa vitesse de croisière avec aisance. D'autres configurations de moteurs de plus faible cylindrée existent également dans la catégorie des cruisers, notablement parmi les versions japonaises.
La position typique de conduite d'une de ces machines place les pieds en avant et les mains sur un large guidon haut, de sorte que le dos du conducteur est droit ou légèrement penché en arrière. De vitesse faible à modérée, les cruisers se révèlent plutôt confortables. Cependant, à mesure qu'augmentent la distance de voyage et la vitesse ainsi que la prise au vent, la position peut s'avérer fatigante, un trait accentué sur les modèles aux guidons optionnels surélevés et aux cale-pieds très avancés. Par ailleurs, la prise d'angle en virage est souvent limitée à vive allure en raison d'une garde au sol faible et d'accessoires latéraux aux proportions généreuses: large repose-pieds, échappements bas, valises, etc.

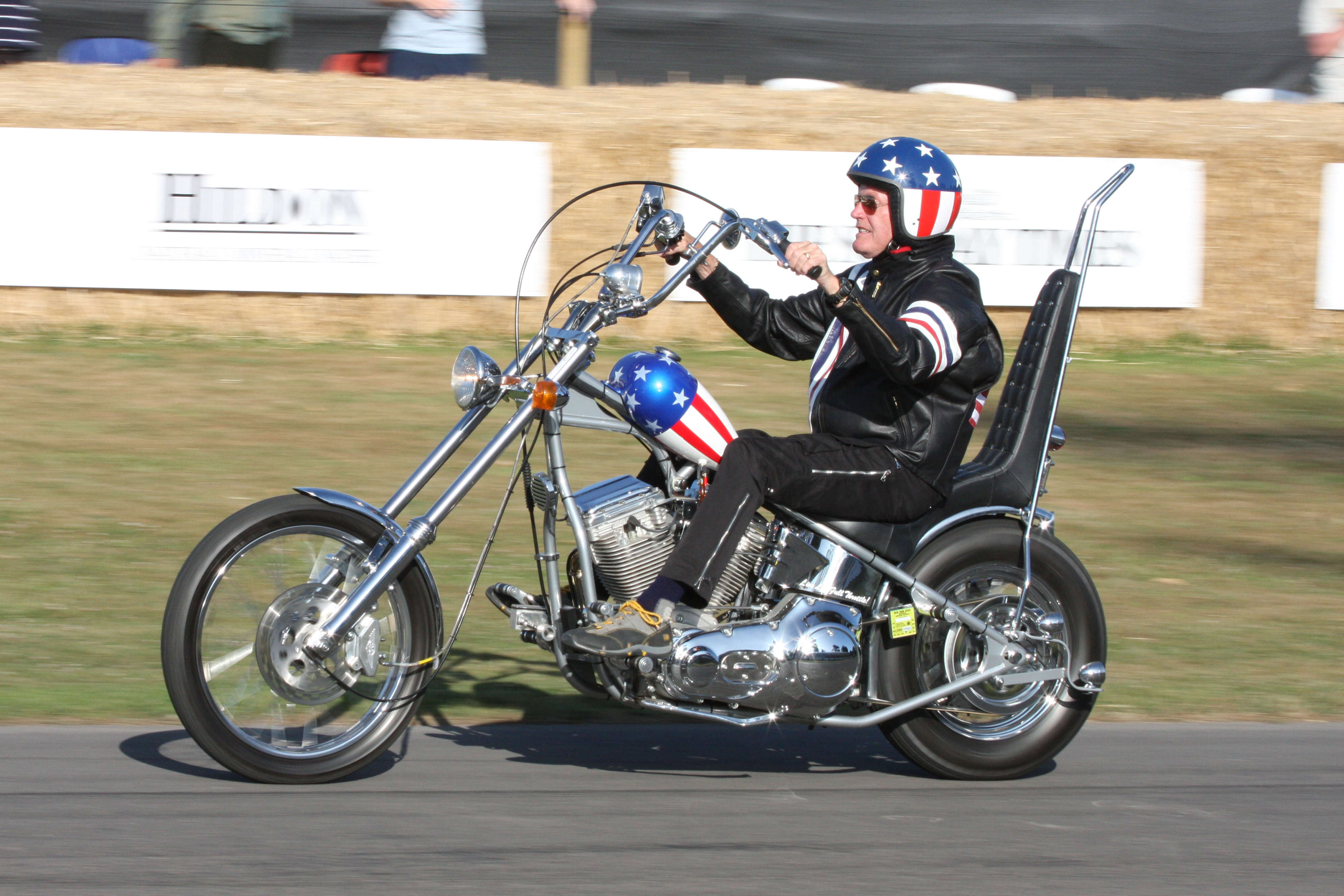
Peter Fonda chevauche un chopper utilisé dans Easy Rider.

Les choppers sont un type de cruiser, ainsi appelés parce qu'ils sont une version « hachée », ou réduite, d'un cruiser de production. Les choppers sont généralement des projets personnalisés qui aboutissent à une moto modifiée pour répondre aux idéaux du propriétaire et, en tant que tels, sont une source de fierté et d'accomplissement. De manière stéréotypée, un chopper peut avoir des fourches ratissées, de petits réservoirs de carburant et un guidon haut. Les choppers ont été popularisés dans le film de Peter Fonda Easy Rider. Conçus principalement pour un effet visuel, les choppers ne seront généralement pas les machines à monter les plus efficaces.
Lié à la moto chopper, le bobber est créé en « balançant » une moto d'usine en supprimant le poids mort et la carrosserie d'une moto pour réduire la masse et augmenter les performances. Un élément commun de ces motos est un garde-boue arrière raccourci qui crée un look « bobbed ».

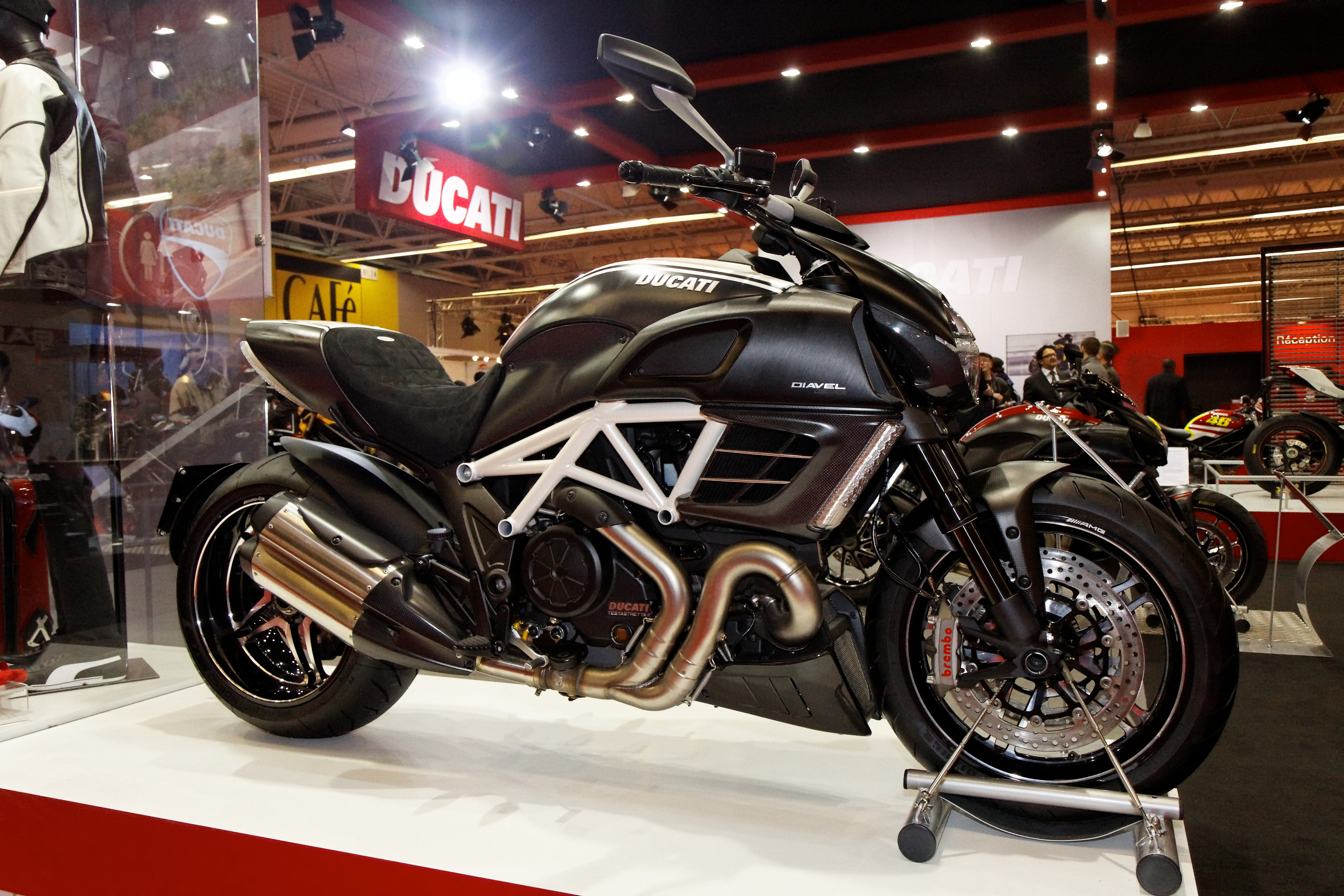
Cruiser Ducati Diavel.

Power cruiser est un nom utilisé pour distinguer les motos de la classe cruiser qui ont des niveaux de puissance nettement plus élevés. Ils viennent souvent avec des freins et des suspensions améliorés, une meilleure garde au sol et des finitions de surface de qualité supérieure, ainsi qu'un style plus exotique ou non traditionnel,,,,,.

### Sportive

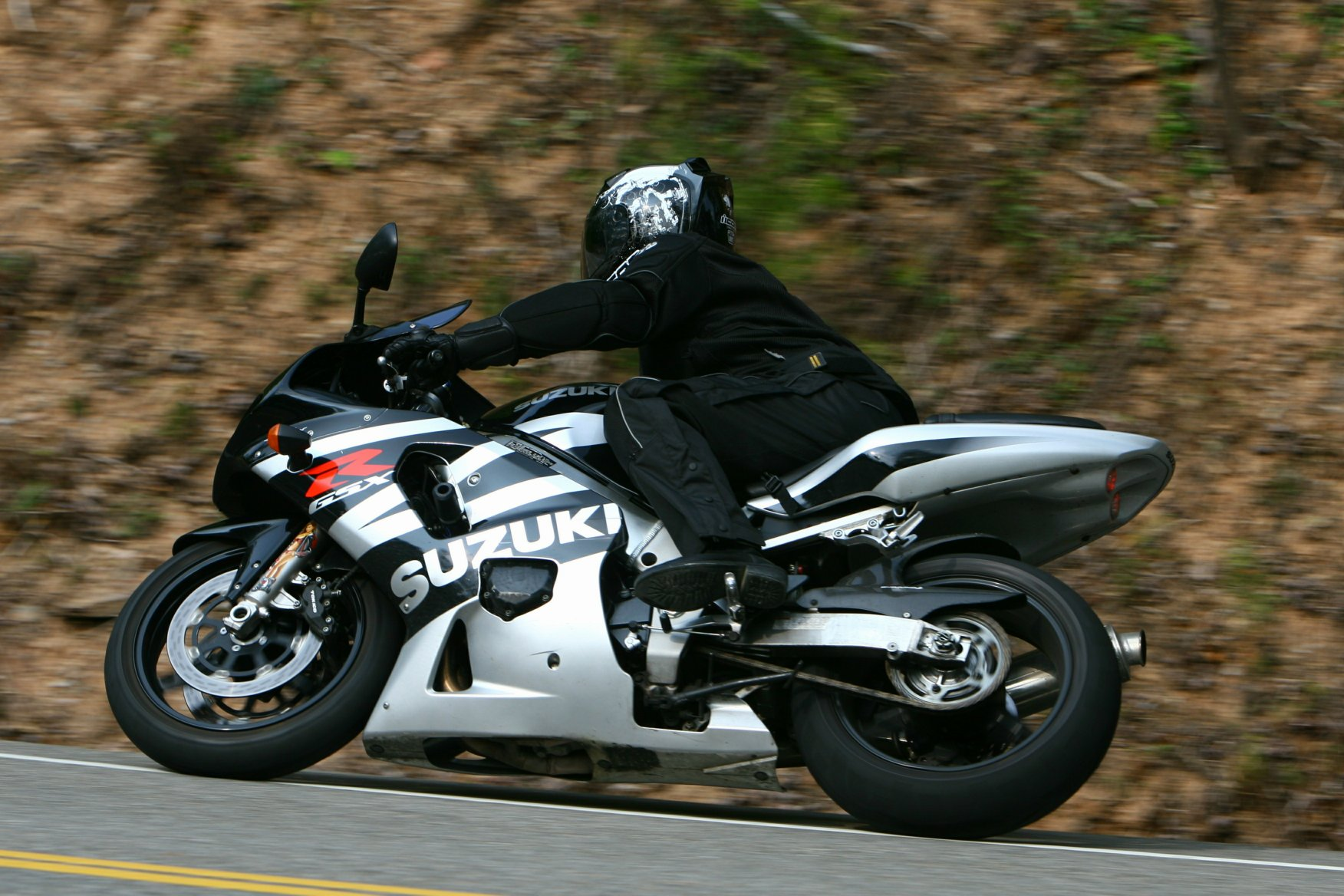
Sportive Suzuki GSX-R à Deals Gap.

Les motos sportives mettent l'accent sur la vitesse de pointe, l'accélération, le freinage, la maniabilité et l'adhérence sur les routes pavées, typiquement au détriment du confort et de l'économie de carburant par rapport aux motos moins spécialisées. Pour cette raison, la plupart des motos de ce type partageront certains éléments de conception. Les motos de sport ont des moteurs de performance comparativement élevés reposant dans un cadre léger. Les moteurs quatre cylindres en ligne dominent la catégorie des motos sportives, les V-twin ayant une présence significative, et presque toutes les autres configurations de moteur apparaissant en petit nombre à un moment ou à un autre. La combinaison de ces éléments permet de maintenir l'intégrité structurelle et la rigidité du châssis. Les systèmes de freinage combinent des plaquettes de frein plus performantes et des étriers à plusieurs pistons qui se fixent sur des rotors ventilés surdimensionnés. Les systèmes de suspension sont avancés en termes d'ajustements et de matériaux pour une stabilité et une durabilité accrues. La plupart des motos sportives ont des carénages, enfermant souvent complètement le moteur, et des pare-brise qui dévient efficacement l'air à des vitesses très élevées, ou du moins réduisent la traînée globale.
Les motos de sport ont des repose-pieds hauts qui positionnent les jambes plus près du corps pour améliorer la garde au sol dans les virages, et une longue portée des commandes manuelles, qui positionne le corps et le centre de gravité vers l'avant, au-dessus du réservoir de carburant. Le motard se penche vers l'avant face au vent, dont la force peut confortablement supporter le poids du motard, mais à des vitesses inférieures laisse trop de poids sur les bras et les poignets, ce qui provoque de la fatigue.
Les streetfighters sont dérivées des motos de sport, à l'origine des motos de sport personnalisées avec les carénages retirés et le guidon plus haut remplaçant le guidon bas à clipser. Depuis les années 1990, des streetfighters d'usine sont produites. Comme pour la moto nue, le nom de streetfighter est utilisé pour aider à clarifier le terrain d'entente occupé par des conceptions qui mélangent des éléments à la fois des motos de sport et des normes.

### Routière
Bien que n'importe quelle moto puisse être équipée et utilisée pour le tourisme, les motos de tourisme sont spécialement conçues pour exceller dans la couverture de longues distances. Ils ont des moteurs de grande cylindrée, des carénages et des écrans qui offrent une bonne protection contre les intempéries et le vent, des réservoirs de carburant de grande capacité pour de longues distances entre les pleins et une position assise détendue et droite. L'hébergement des passagers est excellent et un vaste espace pour les bagages est la norme pour cette classe.
Bagger, full dresser, full dress tourer, ou dresser sont divers noms pour les motos de tourisme, parfois utilisés de manière désobligeante ou joculaire, et faisant à l'origine référence à une Harley-Davidson ou à d'autres cruisers avec des ensembles complets de sacoches. Cela peut maintenant faire référence à n'importe quelle moto de tourisme.

#### Sport-GT
Les sport-GT combinent les attributs des sportives et des motos de tourisme. La posture du pilote est moins extrême qu'une sportive, offrant un plus grand confort sur les longues distances. La place pour un passager est également supérieure à une sportive, avec une capacité de bagages accrue. Être plus léger qu'une moto de tourisme et ayant souvent des moteurs, des suspensions et des freins plus racés, les sportives virent mieux et sont plus à l'aise lorsqu'elles sont montées de manière agressive sur des routes sinueuses. La distinction entre le tourisme et le tourisme sportif n'est pas toujours claire car certains fabricants listeront la même moto dans l'une ou l'autre des catégories sur des marchés différents. La Honda ST1300 Pan-European, par exemple, a été répertoriée par Honda comme moto de tourisme sportif aux États-Unis et en Australie, mais comme moto de tourisme en Europe.

### Dual-sport

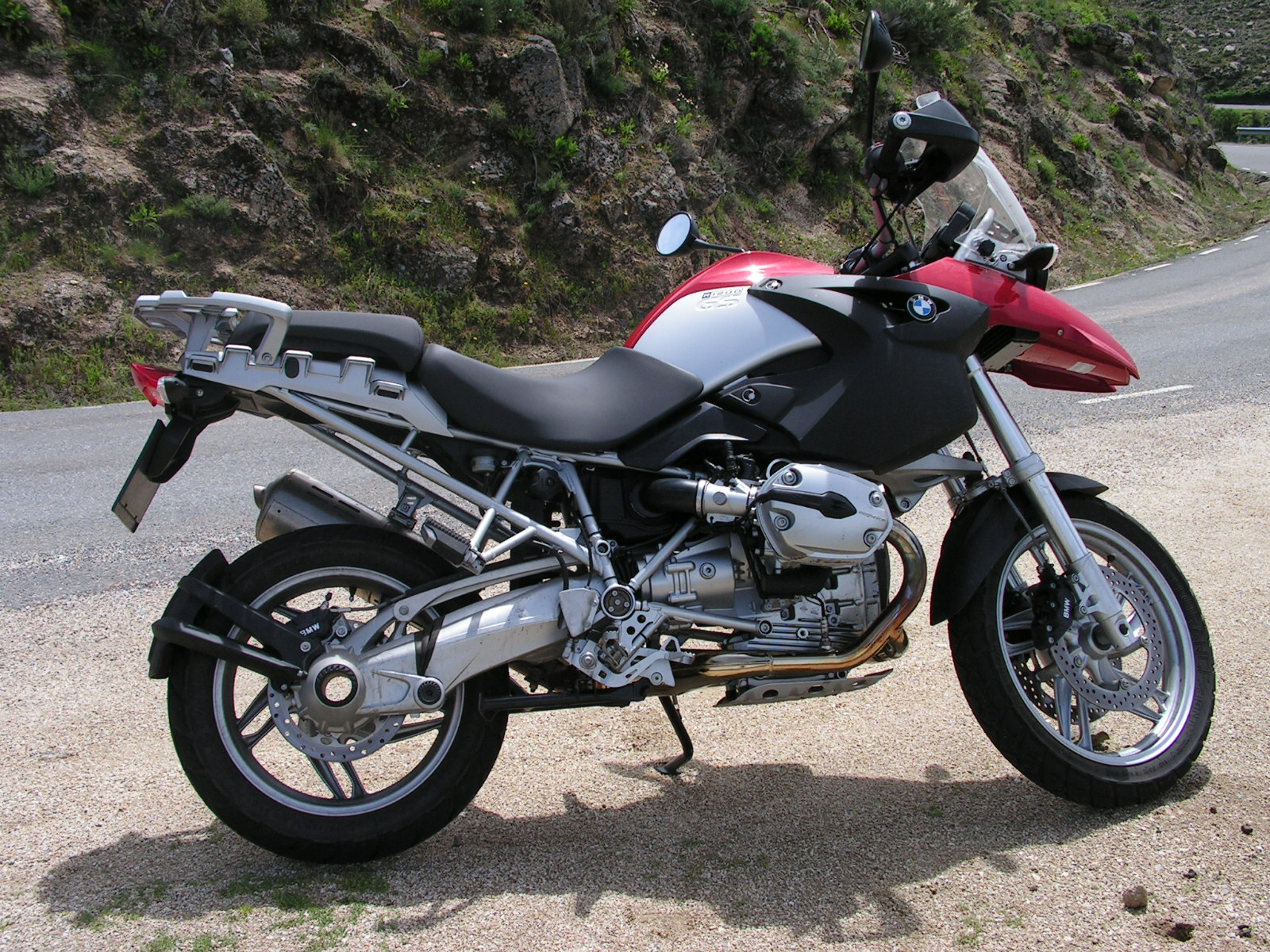
Trail BMW R 1200 GS.

Les motos dual-sports, parfois appelées « motos à double usage » ou « motos tout-terrain » ou encore « motos d'aventure », sont des machines légales de rue qui sont également conçues pour entrer dans des situations hors route. Généralement basées sur un châssis de moto hors route, l'ajout de lumières, de phares, de signaux et d'instruments leur permet d'être autorisées pour la voie publique. Elles sont plus hautes que les autres motos de rue, avec un centre de gravité et une hauteur de selle élevés, permettant un bon débattement de la suspension pour les terrains accidentés.
Les motos d'aventure sont des motos capables de rouler sur des routes pavées et non asphaltées. En tant que dual-sport, elles ont un biais significatif sur la chaussée et fonctionnent bien sur la chaussée à des vitesses plus élevées contrairement à la plupart des deux sports[pas clair]. Cependant, leur taille, leur poids et parfois leurs pneus limitent leur capacité hors route. La plupart des motos d'aventure fonctionnent bien sur les routes de terre et de gravier, mais sont loin d'être idéales sur les terrains hors chaussée plus difficiles.
Les supermotards ont été conçues pour concourir sur un seul parcours alternant trois genres de courses de motos : les courses sur route, les courses sur piste et le motocross. Ce type de moto de plus en plus populaire est souvent une moto dual-sport qui a été équipée par le constructeur de jantes et de pneus de route plus petits. Les supermotards gagnent rapidement en popularité en tant que motos de rue en raison de leur combinaison de légèreté, de durabilité, de coût relativement bas et de maniabilité sportive.

## Moto tout-terrain

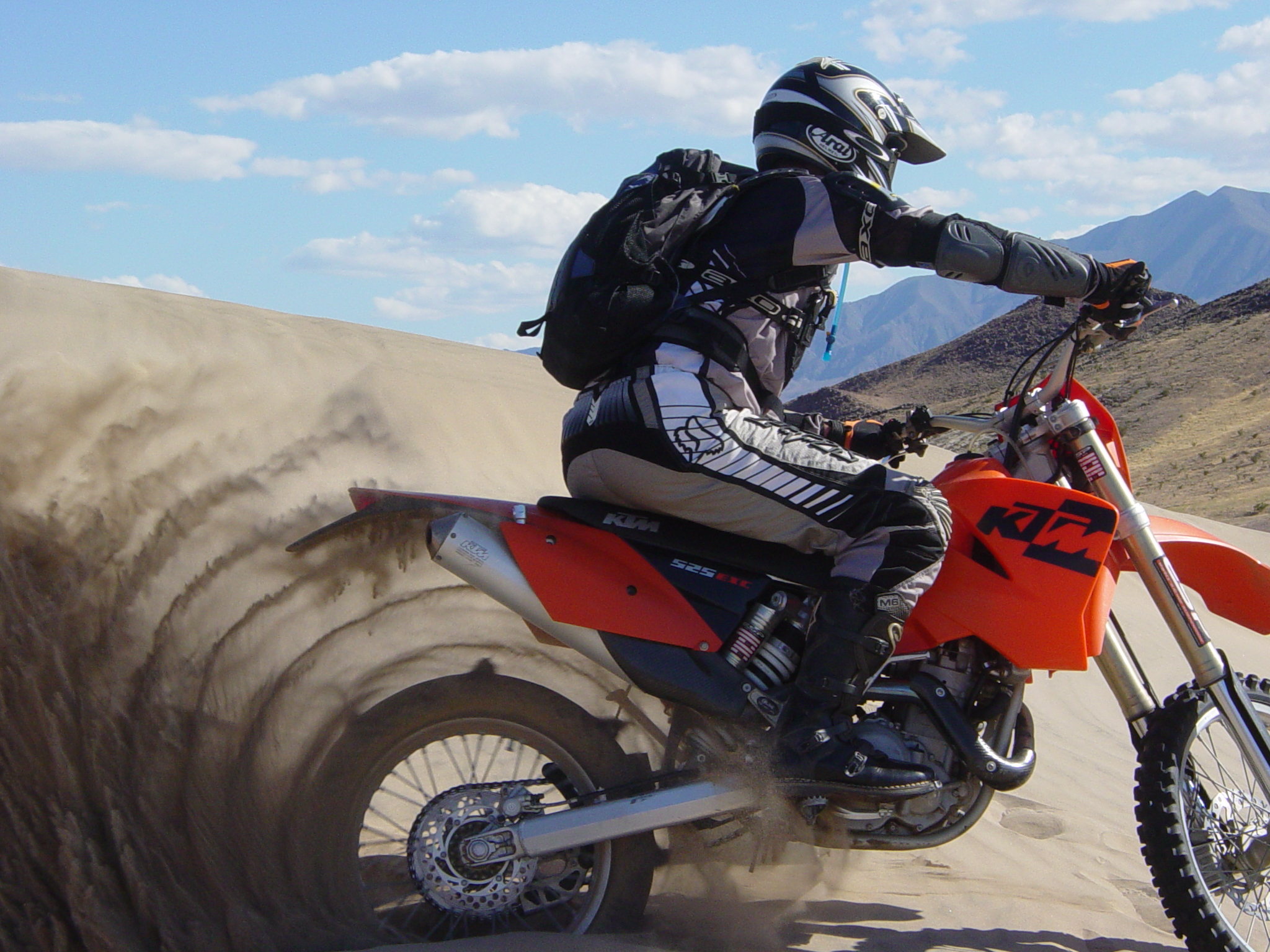
KTM hors route.

Il existe différents types de motos tout-terrain, également appelées « motos hors route », spécialement conçues pour une utilisation hors route. Le terme « tout-terrain » fait référence aux surfaces de conduite qui ne sont pas revêtues de manière conventionnelle. Ce sont des surfaces rugueuses, souvent créées naturellement, comme du sable, du gravier, une rivière, de la boue ou de la neige. Ces types de terrain ne peuvent parfois être parcourus qu'avec des véhicules conçus pour la conduite hors route (comme les VUS, les VTT, les motoneiges et les vélos de montagne au cours des dernières décennies, et les minibikes encore plus tôt) ou les véhicules sont conçus pour mieux gérer les conditions hors route. Par rapport aux motos de route, les machines tout-terrain sont plus légères et plus flexibles, ont généralement un long débattement de la suspension, une garde au sol élevée et sont orientées plus haut pour fournir plus de couple dans les situations hors route. Roues (généralement 21" à l'avant, 18" à l'arrière)[réf. nécessaire] ont des pneus à crampons, souvent serrés à la jante avec un verrou de jante.
Depuis l'événement du Southern Scott Scramble du 29 mars 1924 à Camberley, qui marque la naissance officielle du phénomène scrambler en compétition, de nombreuses courses motocyclistes tout-terrain, pour lesquelles un certain nombre de motos spécialisées ont été construites, se déroulent aux quatre coins du monde :
- moto  scrambler : une moto de route modifiée pour une utilisation en tout-terrain. Populaire dès l'entre deux guerres en Grande Bretagne, la moto scrambler s'est démocratisée avec l'influence de l'acteur et pilote américain Steve McQueen et du cinéma. C'est à cette période des années 1960 qu'elle donne naissance à des modèles produits en série par de grands constructeurs, à la fois pour la compétition mais également pour la route. Le phénomène continue de nos jours avec des motos comme la Triumph Scrambler. C'est toutefois avec le terme « motocross » que s'est poursuivie la vraie compétition, tandis que les scramblers font figure aujourd'hui d'hommage à des modèles anciens ou de customisation souvent purement esthétique. En cela, les scramblers contemporains, parce-que plus lourds et confortables mais avec de meilleures aptitudes routières, sont plus proches des dual-sports que des moto-cross ;
- motocross : un type de moto héritière de la tradition des scramblers anglo-saxons[12] utilisé sur des pistes tout-terrain courtes et fermées avec une variété d'obstacles. Les motos ont un petit réservoir de carburant pour plus de légèreté et de compacité. La suspension à long débattement permet aux motards de faire des sauts à grande vitesse. Les moteurs de motocross sont des monocylindres à deux ou quatre temps, dont la taille varie de 50 cm3 à environ 500 cm3. Au niveau professionnel, les motos sont réparties en deux niveaux en fonction de leurs déplacements : MX et MX Lite. La classe MX Lite contient des moteurs à deux temps de 125 cm3 et des moteurs à quatre temps de 250 cm3, tandis que la classe MX oppose des moteurs à deux temps de 250 cm3 à des moteurs à quatre temps de 450 cm3. Les différences de puissance, de cylindrée, de couple et de poids sont toutes des variables qui équilibrent la concurrence entre les moteurs à deux et à quatre temps[13]. Les tenues de sidecar de motocross ont des moteurs plus gros, généralement à quatre temps et souvent à deux cylindres. Les motos de motocross sont également utilisés en motocross freestyle ;
- enduro (en) : une moto de motocross modifiée et homologuée pour la route, avec l'ajout d'un klaxon, de feux, d'un silencieux efficace et d'une plaque d'immatriculation. Les coureurs d'enduro concourent sur un parcours plus long (qui peut inclure des routes); et une épreuve d'enduro peut durer entre un jour et six jours (comme l'International Six Days Enduro). Certaines épreuves d'enduro (connues sous le nom de « multi-lappers ») se déroulent sur des circuits assez courts, un peu comme des pistes de brouillage. Les « multi-lappers » sont particulièrement appréciés des motards novices ;
- rallye raid ou « rallyes » : un type spécial de moto d'enduro avec un réservoir de carburant beaucoup plus grand pour les courses de très longue distance, généralement dans les déserts (par exemple Rallye Paris-Dakar). Les capacités du moteur ont tendance à être plus élevées, généralement entre 450 et 750 cm3 ;
- trail : une moto trail est une moto polyvalente, conçue pour la conduite sur route et tout-terrain récréative. Une moto Trail peut ressembler à une moto d'enduro, mais comme une moto Trail n'est pas destinée à être utilisé pour la compétition, il peut être moins robuste et équipé de pneus à double usage et avec plus d'équipements juridiques pour la route, tels que des indicateurs., miroirs et instruments supplémentaires ;
- trial : la conduite de trial est une forme spécialisée de test de compétition hors route qui concilie habiletés et précision plutôt que vitesse. Pour une moto de trial, le faible poids et la puissance de réponse nette de l'accélérateur sont prioritaires, de sorte que les motos de trial ont tendance à avoir un petit moteur (125 à 300 cm3), les deux temps étant courants. Pendant la course, le motard se tient sur les repose-pieds, de sorte qu'un moto Trial n'aura qu'un siège résiduel, ou pas de siège du tout. Les réservoirs de carburant sont très petits, ce qui donne une autonomie très limitée ;
- course sur piste : moto de course ovale à grande vitesse, généralement sans freins ni suspension arrière. Les moteurs, alimentés au méthanol, sont des monocylindres à quatre temps à longue course, tels que JAP et Jawa. Ils ont au plus deux vitesses. Certains types, tels que les motos de vitesse et les motos sur piste en herbe, sont conçus pour ne prendre que des virages à gauche ;
- motos de neige : une moto de neige prend un dirt-bike typique et remplace la roue arrière par un système à une seule bande de roulement similaire à une motoneige et la roue avant avec un grand ski. Ils sont beaucoup plus petits et plus agiles qu'une motoneige, et ils ont un rayon de braquage plus serré qui permet au motard d'aller là où de nombreuses motoneiges ne peuvent pas. Le premier prototype de motos avec une bande de roulement arrière remonte aux années 1920, avec des tentatives infructueuses de les mettre sur le marché jusqu'à une époque récente. De nombreuses motos fabriquées après les années 1990 ou plus tard peuvent être équipées d'un kit qui les transforme en moto de neige[14].

## Scooters, soubassements et cyclomoteurs

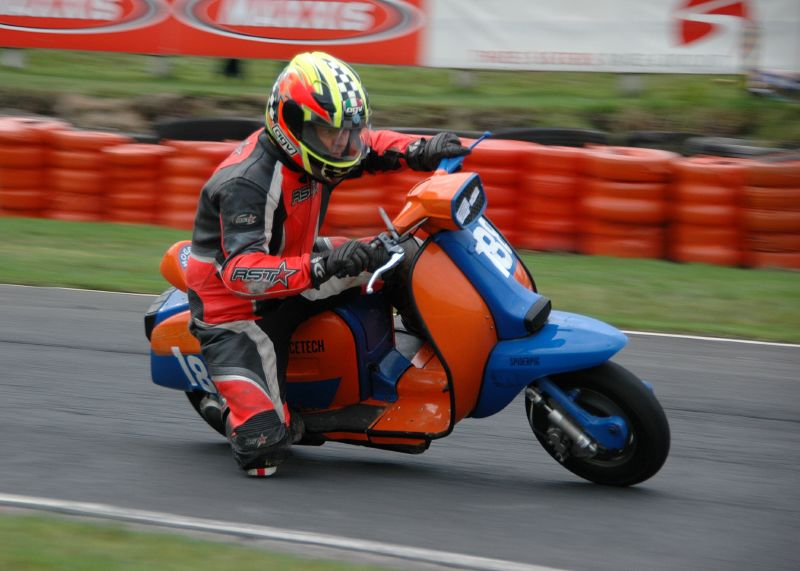
Course sur route sur un scooter Lambretta.

Les scooters sont dans de nombreux cas, classés comme un véhicule distinct des motos, compte tenu de leur grande quantité de différences et de leur évolution différente. Les tailles de moteur de scooter sont plus petites que les motos, et ont une carrosserie complète qui les rend plus propres et plus silencieux que les motos, ainsi que plus d'espace de rangement intégré. Les scooters modernes ont des embrayages automatiques et des transmissions à variation continue (CVT), ce qui les rend plus faciles à apprendre et à conduire. Les scooters ont généralement des roues plus petites que les motos. Ils ont généralement le moteur dans le cadre du bras oscillant, de sorte que leurs moteurs se déplacent de haut en bas avec la suspension.

## Fermé et pieds en avant

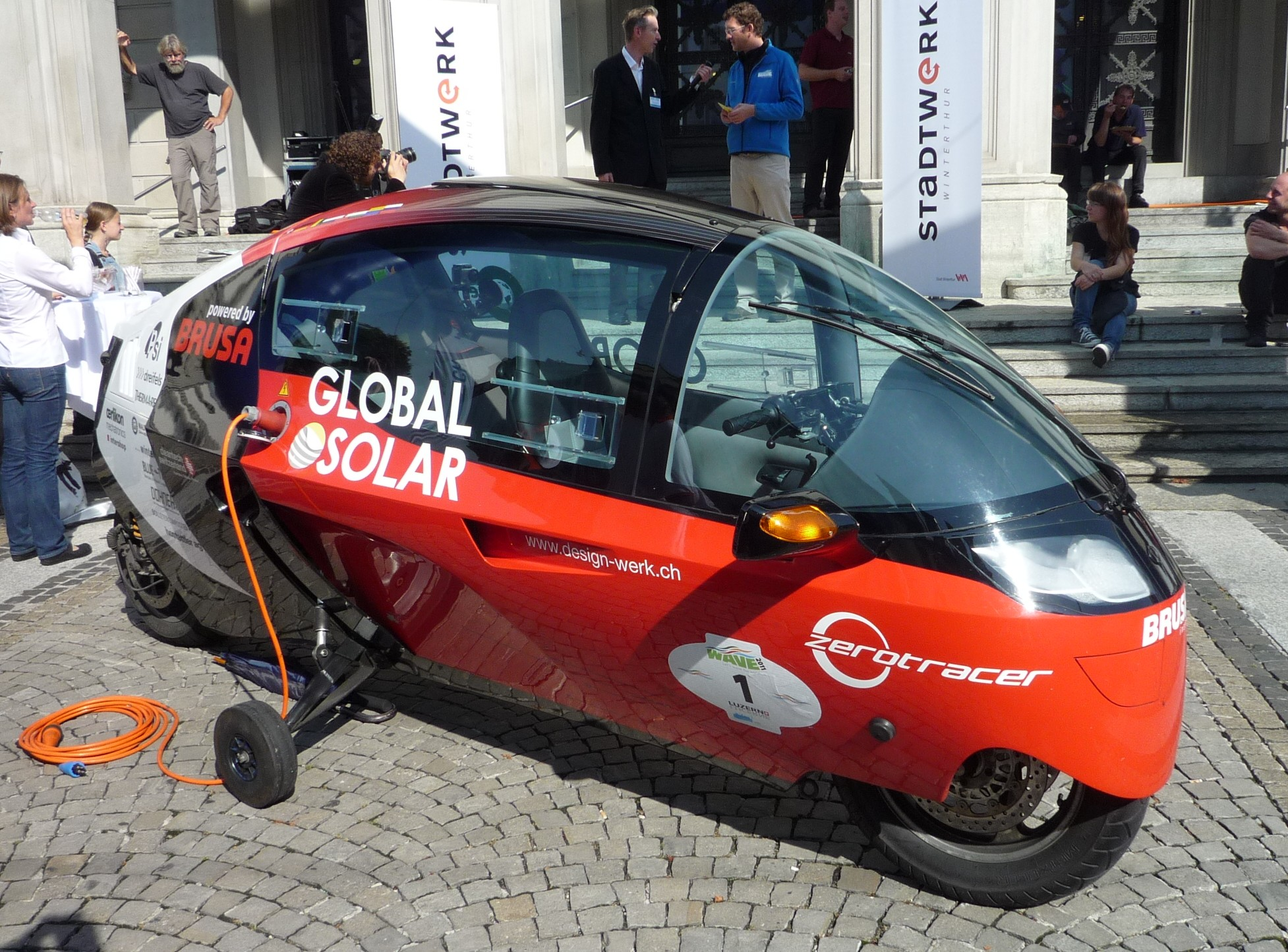
', vainqueur de la compétition Zero Emissions Race, est une moto à cabine à pieds en avant électrique.

Les motos fermées comprennent les motos à cabine et les motos streamliner.
Les motos « pieds en avant » incluent la Wilkinson TMC (en) de 1911 et la Ner-A-Car de 1918. Les exemples contemporains incluent le Quasar, propulsé par un moteur Reliant Robin, et la gamme Peraves (en) alimentée principalement par des moteurs BMW Série K.

## Utilitaire

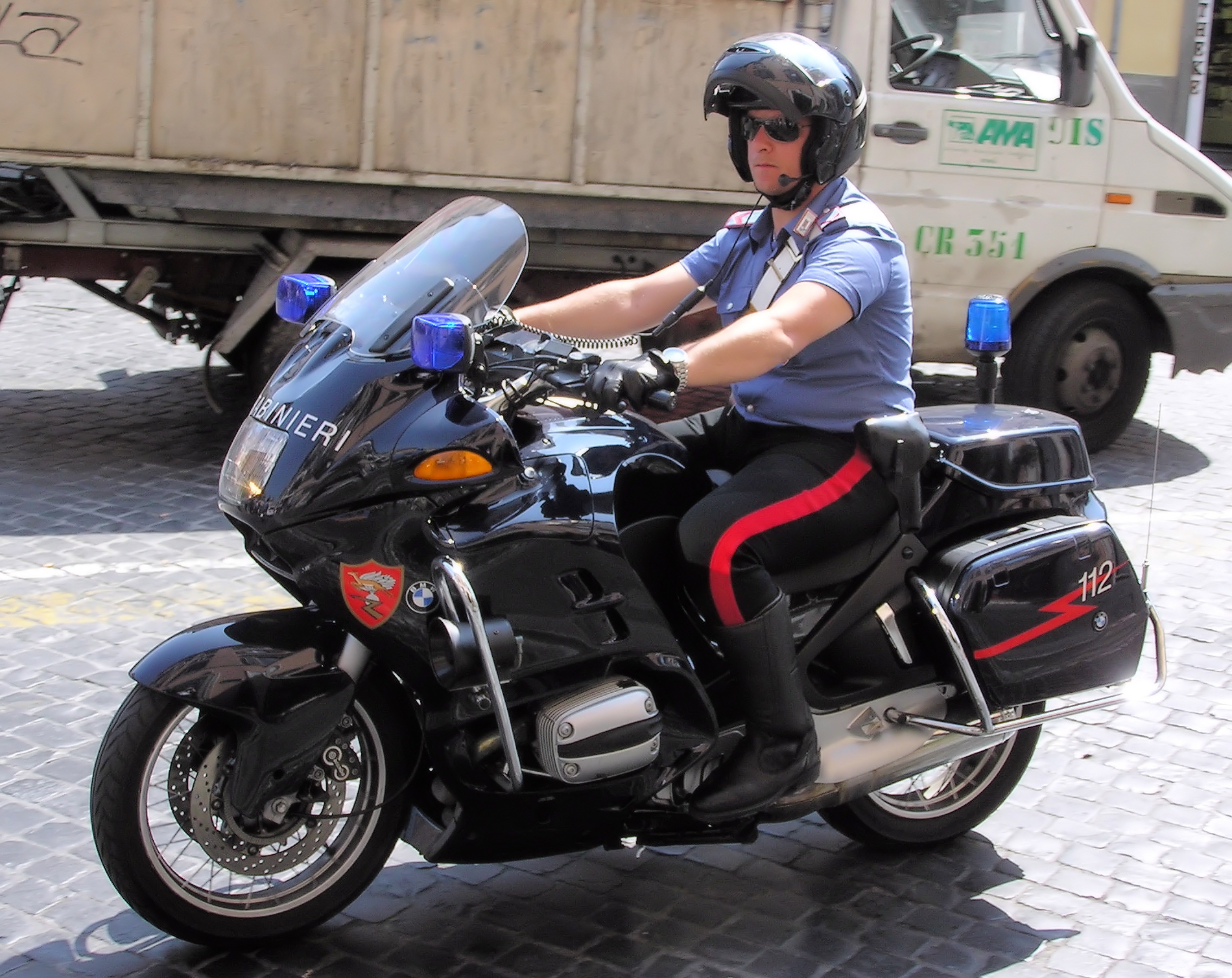
Les motos de police sont des motos liées au travail.

Certaines motos sont spécialement adaptées à des fonctions professionnelles spécifiques, telles que celles utilisées par l'ambulance, les motos de sang, les pompiers et les services militaires, et pour les services de livraison spécialisés, tels que la livraison de pizzas. À partir des années 1960, les motos spécialisées Mountain Goat ont été développées pour une utilisation dans les fermes. La motocrotte (ou « cainette ») était utilisée à Paris pour collecter les déjections canines avec aspiration sous vide dans les années 1980 et 1990, et était encore utilisée dans d'autres villes françaises à partir de 2016.
Un derny est un vélo motorisé utilisé pour les épreuves de cyclisme motorisé.